# Куатордио
Куато̀рдио (на италиански: Quattordio; на пиемонтски: Catòrdi, Каторди) е село и община в Северна Италия, провинция Алесандрия, регион Пиемонт. Разположено е на 135 m надморска височина. Населението на общината е 1682 души (към 2010 г.).